# Mallotus subcuneatus
Mallotus subcuneatus är en törelväxtart som först beskrevs av Andrew Thomas Gage, och fick sitt nu gällande namn av Airy Shaw. Mallotus subcuneatus ingår i släktet Mallotus och familjen törelväxter. Inga underarter finns listade i Catalogue of Life.